# 오리알

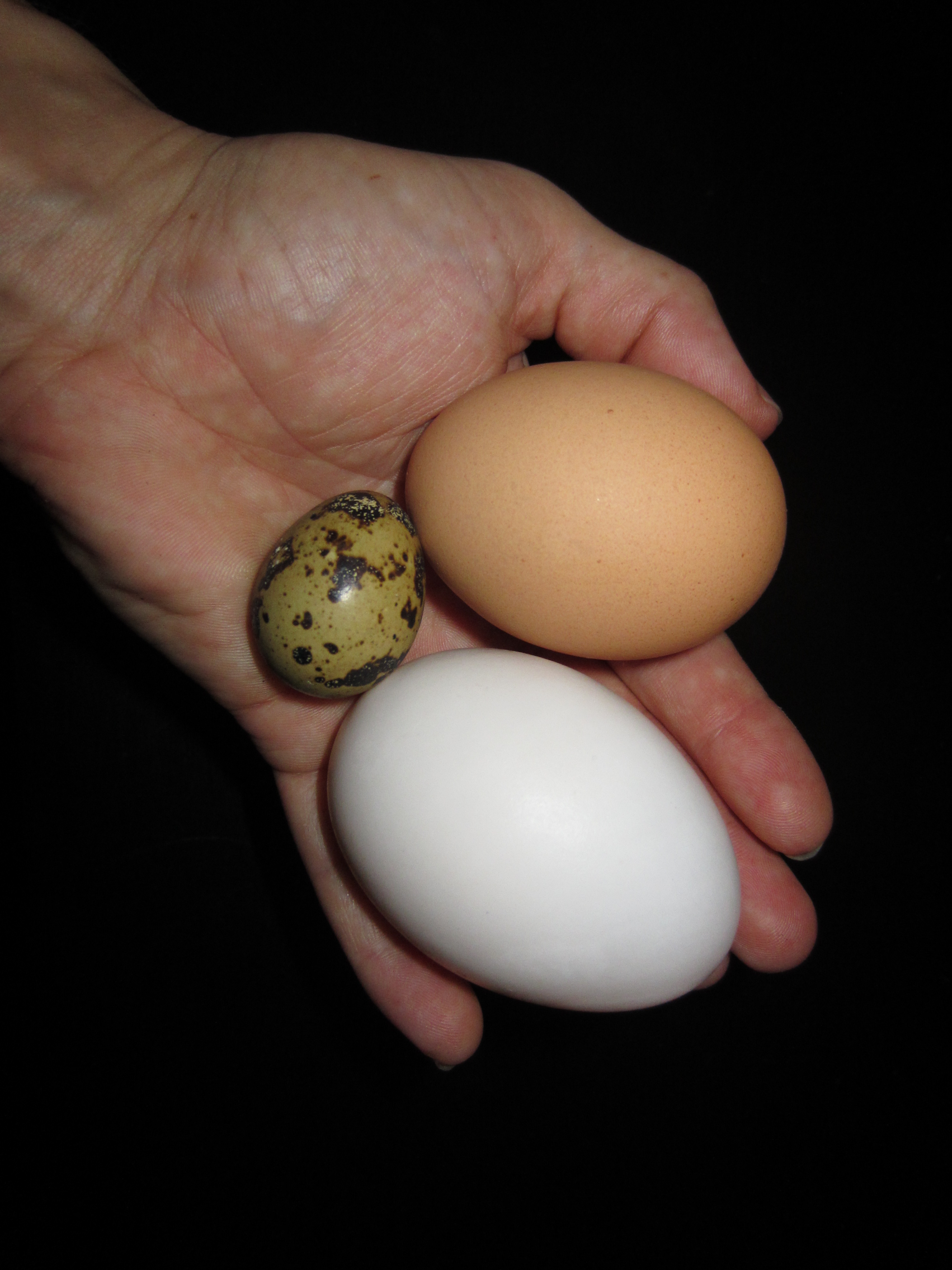
달걀, 메추리알과 비교한 오리알 (오리알이 가장 크다)

오리알은 오리의 알이다. 달걀과 같은 방식으로 다양한 음식에 사용할 수 있으나, 달걀보다 무게당 가격이 비싸 대한민국 요리에선 자주 사용되진 않으며, 심지어 이 때문에 '낙동강 오리알'이라는 속담이 있을 정도로 비싼 존재로 여긴다.
중국 요리에서 많이 사용되며, 달걀과 조금 다른 풍미가 있어 빵이나 파스타 중에 반죽을 만들 때 오리알을 주로 사용하는 음식도 존재한다.